# Purvis Glacier
Purvis Glacier är en glaciär i Sydgeorgien och Sydsandwichöarna (Storbritannien). Den ligger i den nordvästra delen av Sydgeorgien och Sydsandwichöarna. Purvis Glacier ligger 53 meter över havet.
Terrängen runt Purvis Glacier är kuperad. Havet är nära Purvis Glacier åt nordost.  Trakten runt Purvis Glacier är nära nog obefolkad, med mindre än två invånare per kvadratkilometer. Det finns inga samhällen i närheten. Trakten runt Purvis Glacier består i huvudsak av gräsmarker.